# Рік дракона (фільм, 1981)
«Рік дракона» — радянський історичний кінофільм 1981 року знятий за сценарієм Юрія Візбора, а також за мотивами історичного роману Зії Самаді «Маїмхан».

## Сюжет
Фільм розповідає про трагічну поразку народного повстання під проводом молодого джигіта Ахтама (Ораз Амангельдиєв) і юної красуні Маїмхан (Тамара Яндієва). Події розвиваються на початку визвольної боротьби уйгурського народу проти маньчжуро-китайських поневолювачів. Середина XVIII століття.

## У ролях
- Ораз Амангельдиєв — Ахтам
- Бімболат Ватаєв — Махмуд Гук Ін
- Яндієва Тамара — Маїмхан
- Юсупжан Саїтов — Аскар
- Байтен Омаров — генерал-губернатор
- Тулюбек Аралбаєв — німий
- Куатбай Абдреїмов — Умарджан
- Зейнулла Сетеков — Саляй
- Меруерт Утекешева — Шаньхуа
- Болот Бейшеналієв — Ван
- Макіль Куланбаєв — Жадан

## Знімальна група
- Режисери: Асаналі Ашимов, Гук Ін Цой
- Сценарист: Юрій Візбор
- Оператор: Ігор Вовнянко
- Композитор: Едуард Хагагортян
- Художник: Едуард Ледньов